# Okres Makó
Okres Makó (maďarsky Makói járás) je okres v jižním Maďarsku v župě Csongrád-Csanád. Jeho správním centrem je město Makó.

## Sídla
Ambrózfalva, Apátfalva, Csanádalberti, Csanádpalota, Földeák, Királyhegyes, Kiszombor, Kövegy, Magyarcsanád, Makó, Maroslele, Nagyér, Nagylak, Óföldeák, Pitvaros